# 트랜스포머 빅토리

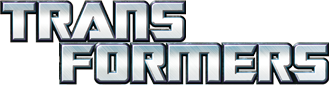

《트랜스포머 빅토리》는 트랜스포머 시리즈의 5번째 작품이며 일본에서 제작한 트랜스포머 시리즈에선 3번째 작품에 속한다. 일본판 이야기로는 실질적으로 G1의 계보를 잇는 마지막 TV시리즈이다. 1989년에 제작된 애니메이션이며 본래 총 44화가 애니메이션으로 제작됐지만 실제 화수는 총 33화이고 특히 39화에서 44화는 총집편으로 구성되었다. 대한민국에는 정식으로 방영되지는 않았으나 1990년대 후반에 홍콩의 범아시아권 위성방송 채널인 STAR TV에서도 방송되었다.

## 트랜스포머 빅토리의 특징
- 총사령관이 주인공의 역할을 맡고 있으며 트랜스포머의 심볼이라 할 수 있는 양 진형 정면전환 장면이 부활했으며 1화 완결의 에너지 쟁탈전이 주된 이야기인데 이것은 초대 G1 트랜스포머 시리즈로의 원점회귀를 목표로 하고 있기 때문이다.

- 주인공이 스타 세이버가 강력하고 일대일 대결은 물론 다수의 적과 대형전함을 상대해도 밀리는 법이 없이 항상 우위를 점할 정도이다. 문제는 악역의 대장인 데스자라스가 전선에 직접 나서는 일은 극히 드물며 부하들이 코 앞에서 스타 세이버에게 호되게 당하여도 절대로 싸우려 들지를 않는다. 일을 안하는 파괴대제로는 그야말로 역대 최강이며 사실 이 작품에 나오는 데스트론은 이전의 데스트론들에 비해 단합도 잘 되고 능력도 뛰어나다. 오죽하면 동료를 구하기 위해 자신의 몸을 희생할 정도이며 하지만 상대가 너무 강하다는게 문제이기도 하다.

- 역대 트랜스포머 애니메이션에서도 손에 꼽을 정도의 멋진 명장면과 우수한 고화질을 자랑하며 높고 세세한 명암 묘사에 끝내주게 웅장한 기계 묘사와 고화질의 레이저빔 광원 묘사 거의 없는 작화붕괴 등 기술력이 지금에 비하면 현저히 떨어지던 1980년대 후반에 만들어진 작품임에도 입이 딱 벌어진 놀라운 우수함과 양질의 고화질을 제공한다.

## 용자물과의 관계
트랜스포머 빅토리는 용자물과도 관계가 있다. 아이캐치와 엔딩에 도입된 SD 캐릭터들과 이전까지 없었던 트랜스포머 애니메이션에는 없었던 변신 장면이 존재하며 로봇이 전원 합체가 가능하다는 점이 용자물에 계승이 될 정도로 관계가 높다. 특히 후반부에 등장하는 최종기체인 빅토리 세이버는 전설의 용자 다간에 나오는 그레이트 다간 GX와 유사하며 이 때문에 일부 애호가들은 용자물의 0번째 작품이라 얘기도 하고 또는 우주의 용자 스타 세이버라 부르기도 한다. 게다가 여기 트랜스포머 일부는 용자물에서 설계도가 재활용이 되기도 하였다.

## 등장인물
트랜스포머 빅토리에 등장하는 메카는 다음과 같다. 작화의 선역인 사이버트론과 악역인 디셉티콘이 있으며 사람이고 로봇이 아닌 등장인물도 여기에 나열한다.

### 오토봇
트랜스포머 빅토리에선 사이버트론으로 불리며 지구와 우주를 지키는 정의의 트랜스포머에 속한다.

### 브레인 마스터
탈것이 몸체로 변하며 체내에 브레인이 되는 소형 트랜스포머를 수납하여 탄생하는 전사이다. 주인공인 스타세이버를 제외하면 서로 합체해서 로드시저가 되는 것이 가능하다.
- 총사령관 스타 세이버:본작의 주인공이며 4명밖에 없는 브레인 마스터중에 한명이다. 자신의 전용전투기에서 변신을 하며 전용기함과도 합체해 스타 세이버가 된다. 후에 나오는 빅토리 레오와 합체해 빅토리 세이버란 최종 기체로 합체가 가능하다.

- 총사령관 빅토리 세이버:본작의 주인공인 스타 세이버와 빅토리 레오가 합체한 최종합체의 기체로 그 강력함은 가히 말을 할수가 없을 정도로 최고이다. 전투에서 단 한번도 밀린적이 없으며 본작의 악역 대장인 데스자라스와도 밀린 적이 전혀 없다.

- 부관기사 브랙커

- 기능기사 래스터

- 작전기사 브레이버

- 삼총합체기사 로드시저

### 멀티전대
2체의 소형 트랜스포머들이 상하 합체하여 중형 트랜스포머가 되는 전사들이다. V혹성에서 우주전사 훈련학교를 졸업한지 얼마안된 생도들이다. 멀티 온/멀티 아웃이란 구호로 합체와 분리가 가능하며 상하를 교환하여 합체하거나 기존의 짝꿍외에 다른 동료와도 합체가 가능하다. 설계상으로도 슈퍼링크의 전신이라 할 수 있으며 6체가 모두 합체하여 랜드크로스가 되는것도 가능하다.
- 멀티전대 리더 윙 웨이버

- 바람의 전사 윙

- 물의 전사 웨이버

- 육상전사 대시택커

- 태양의 전사 대시

- 불의 전사 택커

- 공륙전사 마하태클

- 달의 전사 마하

- 땅의 전사 태클

- 멀티합체전사 랜드크로스

### 레스큐 패트롤 팀
트랜스포머에서 구조의 역할을 맡은 전사들을 말한다. 지구에서 사람의 나이로 초등학생 정도의 어린 소년에 해당되며 당연히 우주전사 훈련학교에서 교육을 아직 받고 있는 생도들이다. 주로 인명구조를 맡는 사이버트론의 전사들이다.
- 폴리

- 피포

- 파이어

- 보터

### 식스 체인저
전설의 용사 다간에서 나오는 세븐체인저와 용자경찰 제이데커에 나오는 쉐도우 마루와 비슷한 역할을 하는 사이버트론의 전사이다.
- 은밀전사 그레이트샷

### 사람
로봇이 아닌 지구에 사는 사람을 이야기 한다. 사이버트론에 적극적으로 협력하는 등장인물들이다.
- 미나카제 쟌: 사람의 주인공 소년으로 흔한 용자물의 주인공 소년들처럼 정의로운 마음가짐을 지닌 열혈계 소년이다.

- 이루미나:미나카제 쟌의 상대역 소녀이다.

### 그외 트랜스포머
이외에 트랜스포머 빅토리의 사이버트론에서 일하는 협력자들을 이야기한다. 전작의 트랜스포머 애니메이션에 나왔던 등장인물등도 나온다.
- 최고 총사령관 갓진라이(빅토리 레오)

- 성산수송전사 갤럭시셔틀

- 휠잭

- 미네르바

- 퍼셉터

- 클리퍼

- 라이클

### 디셉티콘
트랜스포머 빅토리에선 데스트론이라고 불린다. 트랜스포머 빅토리에서 악역이며 지구와 우주를 정복하려는 못된 야망을 가진 트랜스포머들을 가리킨다.

### 브레스트 포스
총 8명의 전사가 있으며 악역의 대장인 데스자라스를 포함한다. 은근히 공룡대제를 무시하는 성향이 있으며 파괴대제 데스자라스를 포함한 고위급 전투병들이다. 브레스트 포스는 이름처럼 가슴의 장식이자 소형의 동물형메카를 무기로 변신시키기도 하며 전투용의 동물로도 변형시키기도 한다. 브레스트 애니멀이라고 불리는데 로봇모드의 머리는 동물형을 본따고 있다. 그러나 가슴장식을 분리해 사용하면 그 부분만 장갑이 얇아져 약점이 되는 양날의 검이기도 하다. 데스자라스와 데스코브라를 제외한 나머지 병사들은 합체하여 라이오카이저가 될 수 있다.
- 파괴대제 데스자라스:악역인 디셉티콘의 최고 상관이며 악역의 지도자이자 우두머리이다.

- 데스코브라

- 공격부관 레오잭

- 항공병사 가이호크

- 간첩병사 헬벳

- 공작병사 킬바이슨

- 작전병사 드릴혼

- 전뇌병사 쟈르가

- 중기동합체병사 라이오카이저

### 공룡대제
공룡형 사이보그와 인간형 트랜스포머의 합체로 2개체 1조로 존재한다. 프리텐더의 일종으로 취급되며 공룡형 사이보그는 사실상 다른 프리텐더들처럼 생체 쉘이라는 설정이 있지만 작중에서는 왠지 별개체인거같은 모습이 자주 보인다. 파괴공작 및 데스트론의 집무를 맡고있는 상황이며 실질적으로 데스트론의 최하급이자 해학적인 요소들이 많은 전투원들이다. 머리는 나쁘지만 서로간의 믿음과 신뢰는 두터우며 개개인의 화력과 전투력은 약하지만 합체하여 다이노킹이 되면 상당한 전투력을 발휘하기도 한다. 최종화에선 개과천선하여 아군으로 들어오며 완구상에서는 프리텐더 시리즈중에 하나인 몬스터 프리텐더의 색상을 바꿔서 출시되었다.
- 공룡전대장 고류

- 방어병 가이류

- 돌격병 가쿠류

- 육왕병 도류

- 광속병 요쿠류

- 해마병 라이류

- 공룡합체병 다이노킹

### 크로스포머
우주를 떠돌아다니는 용병으로 헬벳이 마이크로성의 에너지를 빼앗기 위해 잠시 고용했었다. 그레이트샷과는 과거에 같이 일하다가 배신한 전적이 있으며 완구상으로는 프리텐더 시리즈중에 하나인 메가프리텐더의 색상 및 금형일부를 바꿔서 출시했다.
- 블렉쉐도우

- 블루바커스

## 같이 보기
- 트랜스포머

- 용자물